# Erika Salumäe
Erika Salumäe, född den 11 juni 1962 i Pärnu, Estniska SSR, Sovjetunionen, är en tävlingscyklist som tog OS-guld i cykelsprinten vid olympiska sommarspelen 1988 i Seoul för Sovjetunionen, och guld igen på samma distans vid olympiska sommarspelen 1992 i Barcelona för Estland. Det sistnämnda var Estlands första guldmedalj efter att de återfått självständigheten från Sovjetunionen.